# Firmiana
Firmiana é um género botânico pertencente à família Malvaceae.

## Espécies
- Firmiana hainanensis
- Firmiana major
- Firmiana simplex